# Parkinsons sygdom
Parkinsons sygdom, Paralysis agitans, er en almindelig degenerativ hjernesygdom. Lidelsen er karakteriseret ved en gradvis nedbrydning af substantia nigra pars compacta og ved akkumulering af proteinet alpha-synuclein i Lewy-legemer samt ved mangel på signalstoffet dopamin. Patienterne har tendens til rystelser, muskelstivhed og langsomme bevægelser. Ca. 12 000 danskere lider af Parkinsons sygdom, et antal, som vil stige til 20 000 i 2040.
Hver patient med Parkinsons sygdom udvikler praktisk talt en unik form for Parkinsons sygdom. Kliniske manifestationer består af variable motoriske og ikke-motoriske træk, og utallige overlapninger kendes med andre neurodegenerative tilstande. Parkinsons sygdom er oftest karakteriseret ved alfa-synuclein-proteinopati, dvs. klumper af proteinet alfa-synuclein i det centrale og perifere nervesystem, men der ses tilfælde med andre biokemiske og biologiske temaer, herunder miljøfaktorer, synapser, lysosomer, mitokondrier og immunsystemet. Mere end 100 gener eller genetiske loci er blevet identificeret som havende en betydning for PD, og næsten alle tilfælde har et genetisk element. Parkinsons sygdom er således ikke en enkelt sygdom, men er et heterogent syndrom, såvel klinisk, patologisk som genetisk.
Sygdommen har navn efter James Parkinson, der beskrev den i 1817. James Parkinsons fødselsdag den 11. april er Den internationale Parkinsons sygdoms dag.

## Symptomer
En række symptomer kan lede tanken hen på Parkinson, men behøver ikke at være til stede 
- tremor (rysten på hånden)
- Besvær med at holde balancen
- svimmelhed
- langsom sygdomsforværring
- demens[11]
- nedsat øjenbevægelse, manglende effekt af medicinske behandling eller hurtig udvikling af bivirkninger
- tidlig impotens
- inkontinens

## Motion er vigtig
En videnskabelig amerikansk undersøgelse viser, at cykling ved højere hastigheder end patienten ville vælge, synes at effektivisere forbindelsen mellem de områder i hjernen, der vedrører bevægelse. Derfor kan cykling være specielt gavnlig for patienter med Parkinsons sygdom; især hvis de cykler hårdt og hurtigt.

## Udbredelse iNorden
Tal fra Norge, Sverige, Danmark, Finland og Grønland fra de sidste 25 år viser 81 - 115 tilfælde af Parkinsons sygdom per 100.000 indbyggere.
På Færøerne er tallet dobbelt så højt, og Island har 162 tilfælde per 100.000 indbyggere. Et øget indtag af hvalkød og -spæk er statistisk forbundet med en øget forekomst af Parkinsons sygdom.

## Kendte med Parkinson
- Erik Clausen [15]
- Johan Hellsten (en) [16]
- Michael J. Fox [17]
- Muhammad Ali [18]
- Brett Favre [19]
- Poul-Erik Høyer [20]
- Robin Williams [21]
- Linda Ronstadt [22]
- Søren Østergaard[23]
- Ozzy Osbourne [kilde mangler]

## Eksterne links
- Wikimedia Commons har flere filer relateret til Parkinsons sygdom
- Dansk Parkinsonforening
- Bike4Cure Cykelklub Arkiveret 19. juni 2015 hos  Wayback Machine
- NetDoktor om Parkinsons sygdom

| Sygdom | Spire Denne artikel om sygdom er en spire som bør udbygges. Du er velkommen til at hjælpe Wikipedia ved at udvide den. |